# Open de Bordeaux
Het Open International de Bordeaux was een golftoernooi dat deel uitmaakte van de Alps Tour en de Franse Pro Golf Tour. In mei 2010 werd de 20ste editie van het toernooi geannuleerd.
Het toernooi werd gespeeld op de klassieke La Jalle-baan van de Golf de Bordeaux-Lac, die in 1976 geopend werd. Er is nog een tweede 18 holesbaan, Les Étangs, die meer een Amerikaanse stijl heeft.

## Winnaars
| - 1990: Quentin Dabson - 1991: - 1992: - 1993: - 1994: | - 1995: - 1996: - 1997: - 1998: - 1999: | - 2000: - 2001: - 2002: - 2003: Grégory Bourdy - 2004: | - 2005: Nicolas Colsaerts - 2006: Jean-Nicolas Billot (-5) - 2007: Fréderic Cupillard (-5) - 2008: Benoît Teilleria (-13) - 2009: Alexandre Mandonnet - 2010: geannuleerd |